# Lista de monarcas da Geórgia
Esta é uma lista de reis e rainhas dos reinos da Geórgia sob a Dinastia Bagrationi (e suas predecessoras) antes da Ocupação Russa entre 1801 e 1810.  

## Principado eReino de Ibéria

### Dinastiasguarâmida, cosroida, narsiânida
- Curopalata Gurgenes I (G) (588–c. 590)
- Estêvão I (G) (c. 590–627)
- Adanarses I (C) (627–637/642)
- Estêvão II (C) (637/642–c. 650)
- Adanarses II (C) (c. 650–684)
- Gurgenes II (G) (684–c. 693)
- Gurgenes III (G) (c. 693–c. 748)
- Adanarses III (N) (c. 748–c. 760)
- Narses (N) (c. 760–772, 775–779/780)
- Estêvão III (G) (779/780–786)

### Dinastia Bagrationi
- Curopalata Asócio I o Grande (813–830)
- Curopalata Pancrácio I (830-876)
- Curopalata David I (876-881)
- Gurgenes I, 881–891
- Adanarses IV, 888-923 (como Rei)
- David II, 923-937
- Simbácio I, 937-958
- Pancrácio II, 958-994
- Gurgenes, 994-1008'

## Reis daTao-Clarjécia

### Tao
- Mampali Gurgenes I (c. 870–891)
- Adanarses I (891–896)
- Asócio I, o Imaturo (896/908–918)
- Gurgenes I, o Grande (918–941)
- Magistro Pancrácio I (941-945)
- Curopalata Adanarses II (945–961)
- Pancrácio II (961–966)
- Curopalata David III, o Grande (966–1000)

### Clarjécia
- Mampali Simbácio I o Grande (c. 870–889)
- Mampali Pancrácio I  (889–900)
- Mampali David I  (900–943) e Gurgenes I (900-923)
- Simbácio II (943–988)
- David II (988–992/993)
- Simbácio III (992/993–1011)

## Reis da Geórgia Unificada (1008–1465)

Bandeira do Reino da Geórgia.

### Dinastia Bagrationi
Em 1008, Pancrácio, Rei de Abecásia (atual Geórgia Ocidental) desde 978, herdou de seu pai Gurgenes a coroa do Principado da Ibéria (atual Geórgia Oriental). Os dois reinos uniram-se no ficou conhecido como Reino da Geórgia.
| Nome | Retrato | Título (s) | Nascimento                                                               | Reinado                                                        | Casamento (s) | Morte                                                         | Notas |
| --- | ------- | --- | ------------------------------------------------------------------------ | -------------------------------------------------------------- | --- | ------------------------------------------------------------- | --- |
| Curopalata Pancrácio III o Unificador (ბაგრატ III) |         | Rei de Abecásia, Rei de Cártlia, Caquécia e Herécia | 960 Cutáissi Filho de Gurgenes e Guranducta da Abecásia                  | 1008-1014                                                      | Marta dois filhos | 7 de maio de 1014 Tao 53–54 anos                              | Sobrinho de Teodósio III de Abecásia. Reuniu pela primeira vez todo o território da Geórgia. |
| Jorge I (გიორგი I) |         | Rei de Abecásia, Rei de Cártlia | 998 or 1002 Filho de Pancrácio III e Marta                               | 1014-1027                                                      | Maria de Vaspuracânia c.1018 (anulado) quatro filhos Alda de Alânia um filho                                                                                                   | 16 de agosto de 1027 Mqinwarni ou Itaroni 24–25 ou 28-29 anos | |
| Maria de Vaspuracânia (მარიამი) Arménio:(Մարիամ) (regente) |         | Rainha viúva da Geórgia | Antes de 1030 Filha de Senequerim-João de Vaspuracânia e Cususa          | 1027-1037                                                      | Jorge I c.1018 (anulado) quatro filhos | Depois de novembro de 1072 pelo menos 41-42 anos              | Negociou um tratado de paz com o Império Bizantino, e regressou com o importante título bizantino de Curopalata para o seu filho em 1032. |
| Curopalata Pancrácio IV (ბაგრატ IV) |         | Rei de Abecásia, Rei de Cártlia, Nobilíssimo, Sebastos | 1018 Filho de Jorge I e Maria de Vaspuracânia                            | 1037-1072                                                      | Helena Argira 1032 Cutáissi sem filhos Borena de Alânia Entre 1033 e 1040 três filhos                                                                                          | 24 de novembro de 1072 Marabdani 53–54 anos                   | |
| Demétrio de Anacópia (დემეტრე) (oponente) |         | Magistro | Depois de 1018 Filho de Jorge I e Alda de Alânia                         | 1027-1042                                                      | Desconhecida antes de 1042 pelo menos um filho | 1042 menos de 24 anos                                         | Opositor de Pancrácio IV. Apoiado pela Rainha viúva Alda de Alânia, o Império Bizantino e o clã Liparitida. |
| Curopalata Jorge II (გიორგი II) |         | Rei de Abecásia, Rei de Cártlia, Nobilíssimo, Sebastos, César                                                                                                  | 1054 Filho de Pancrácio IV e Borena de Alânia                            | 1072-1089                                                      | Helena c.1070 um filho | 1112 57–58 anos                                               | Opôs-se a seu pai em 1050-1053. Abdica em 1089. |
| David IV o Restaurador (დავით IV აღმაშენებელი) |         | Rei dos Reis, Autocrata de todo o Leste e Oeste, Espada do Messias, Rei de Abecásia, Rei de Cártlia, Caquécia e Herétia, Rei dos Arménios, Possuidor do Xirvão | 1073 Cutáissi Filho de George II and Helena                              | 1089-1125                                                      | Rusudana da Arménia c.1090 (anulado 1107) quatro filhos? Guranducta dos Quipechacos c.1107 quatro filhos?                                                                      | 24 de janeiro de 1125 Tbilisi 51–52 anos                      | |
| Demétrio I (დემეტრე I) |         | Rei dos Reis, Autocrata de todo o Leste e Oeste, Rei de Abecásia, Rei de Cártlia, Caquécia e Herétia, Rei dos Arménios, Possuidor do Xirvão                    | 1093 Filho de David IV e Rusudana da Arménia                             | 1125-1154 1155-1156                                            | Desconhecida Antes de 1130 quatro filhos | 1156 Misqueta 62–63 anos                                      | Em 1154, foi forçado pelo próprio filho, David, a abdicar e tornar-se monge. COm a morte de David meses depois, foi restaurado no trono, mas não sobreviveu muito mais tempo. |
| David V (დავით V) |         | Rei dos Reis, Autocrata de todo o Leste e Oeste, Rei de Abecásia, Rei de Cártlia, Caquécia e Herétia, Rei dos Arménios, Possuidor do Xirvão                    | Antes de 1130 1ºFilho de Demétrio I                                      | 1154-1155                                                      | Desconhecida Antes de 1130 pelo menos um filho | 1155 pelo menos 24-25 anos                                    | Revoltou-se contra o pai em 1130. Forçou-o a abdicar, mas faleceu meses mais tarde. |
| Jorge III (გიორგი III) |         | Rei dos Reis, Autocrata de todo o Leste e Oeste, Rei de Abecásia, Rei de Cártlia, Caquécia e Herétia, Rei dos Arménios, Possuidor do Xirvão                    | Antes de 1130 2ºFilho de Demétrio I                                      | 1155-1184                                                      | Burdukhan de Alânia c.1155 dois filhos | 27 de março de 1184 pelo menos 53-54 anos                     | O seu reino foi parte do que se chamou de Era Dourada Georgiana - um período histórico da Alta Idade Média, durante o qual o Reino da Geórgia atingiu o zénite de desenvolvimento e poder militar. |
| Demétrio da Geórgia (დემეტრე) (oponente) |         | Rei da Geórgia | Antes de 1155 Filho de David V                                           | 1177-1178                                                      | Desconhecida antes de 1042 pelo menos um gilho | Depois de 1178 pelo menos 23 anos                             | Oponente de Jorge III. Apoiado pela família Orbeli. |
| Tamara a Grande (თამარი მეფე) |         | Xainxá, Autocrata de todo o Leste e Oeste, Rainha de Abecásia, Rainha de Cártlia, Caquécia e Herétia, Rainha dos Arménios, Possuidora do Xirvão                | c.1160 Filha de Jorge III e Burducã de Alânia                            | 1184-1213                                                      | Jorge de Vladimir c.1185(anulado 1187) sem filhos David Soslan 1189 dois filhos                                                                                                | 18 de janeiro de 1213 Agarani 52–53 anos                      | Governa com o pai desde 1178. Governou um período de sucessos políticos e militares, e novos alcances culturais, presidindo ao zénito da Era Dourada Georgiana. |
| Jorge IV o Resplandecente (გიორგი IV ლაშა) |         | Rei dos Reis, Autocrata de todo o Leste e Oeste, Rei de Abecásia, Rei de Cártlia, Caquécia e Herétia, Rei dos Arménios, Possuidor do Xirvão                    | c.1191 Filho de David Soslan e Tamara I                                  | 1213-1223                                                      | Não casou | 18 de janeiro de 1223 Bagauna 31–32 anos                      | Governa com a mãe desde 1207. Continuou a política da mãe, mas no final do seu reinado foi derrotado por uma expedição mongol. |
| Rusudana (თამარი მეფე) |         | Autocrata de todo o Leste e Oeste, Rainha de Abecásia, Rainha de Cártlia, Caquécia e Herétia, Rainha dos Arménios, Possuidora do Xirvão                        | 1194 Filha de David Soslan e Tamara I                                    | 1223-1245                                                      | Guiaçadim c.1223(anulado 1226) dois filhos | 1245 Tbilisi 50–51 anos                                       | Período marcado por invasões mongóis na Geórgia. A rainha foi forçada a aceitar a soberania do Khan Mongol em 1242, através de um pagamento de um tributo anual e apoio militar aos Mongóis. |
| David VI o Astuto (დავით VI ნარინი) |         | Rei dos Reis, Autocrata de todo o Leste e Oeste, Rei de Abecásia, Rei de Cártlia, Caquécia e Herétia, Rei dos Arménios                                         | 1225 Filho de Guiaçadim e Rusudana I                                     | 1245-1259 (Desde 1248 co-governante de David VII)              | Tamara Amanelisdze antes de 1254 três filhos Teodora Ducaina Paleóloga de Bizâncio 1254 um filho                                                                               | 1293 Tbilisi 67–68 anos                                       | Governa com a mãe desde 1230. Foi forçado pelos mongóis a repartir o poder com o seu primo David VII (1248). Ergueu-se contra o domínio mongol (1259), mas falhou,e o seu poder acabou restrito ao Leste do Reino, designado Reino de Imerícia, a partir de 1259, onde governou sozinho e passou esse poder aos seus descendentes.                           |
| David VII o Velho (დავით VII ულუ) |         | Rei dos Reis, Autocrata de todo o Leste e Oeste, Rei de Abecásia, Rei de Cártlia, Caquécia e Herétia, Rei dos Arménios                                         | 1215 Filho bastardo de Jorge IV                                          | 1248-1259 (como co-governante de David VI)                     | Jigda-Khatun antes de 1252 sem filhos Altun de Alânia (em bigamia, repudiada em 1252) c.1249 Gvantsa Kakhaberidze (em poligamia até 1252) 1250 um filho Esukan 1263 sem filhos | 1270 Tbilisi 54–55 anos                                       | Co-governante com o seu primo até 1259. Introduzido no poder pelos mongóis, e forçado a comparti-lo com o primo, David VI (1248), Ergueu-se contra o domínio mongol (1262), mas falhou. Contudo, a sua negociação de paz fê-lo senhor da parte Oeste do Reino, que manteve a designação Geórgia.                                                             |
| Entre 1259 e 1330, em consequência das invasões Mongóis, o Reino da Imerícia foi governado por reis diferentes do resto da Geórgia. David VI e David VII, que governavam juntos como vassalos dos ocupantes, passaram a governar partes distintas da Geórgia. A Imerícia teve vários períodos de independência (1259-1330, 1387-1392, 1396-1412). Reino Independente da Imerícia Reino da Geórgia (partido) Períodos de reunificação |         | |                                                                          |                                                                | |                                                               | |
| David VI o Astuto (დავით VI ნარინი) |         | Rei dos Reis, Autocrata de todo o Leste e Oeste, Rei de Abecásia, Rei de Cártlia, Caquécia e Herétia, Rei dos Arménios                                         | 1225 Filho de Guiaçadim e Rusudana I                                     | 1259-1293                                                      | Tamara Amanelisdze antes de 1254 três filhos Teodora Ducaina Paleóloga de Bizâncio 1254 um filho                                                                               | 1293 Tbilisi 67–68 anos                                       | Rei da Imerícia, desenvolveu relações amigáveis com a Horda Dourada e a Dinastia Bahri do Egito, e repleiu os ataques do Ilcanato. Interferiu na política do Império de Trebizonda. |
| David VII o Velho (დავით VII ულუ) |         | Rei dos Reis, Autocrata de todo o Leste e Oeste, Rei de Abecásia, Rei de Cártlia, Caquécia e Herétia, Rei dos Arménios                                         | 1215 Filho bastardo de Jorge IV                                          | 1259-1270                                                      | Jigda-Khatun antes de 1252 sem filhos Altun de Alânia (em bigamia, repudiada em 1252) c.1249 Gvantsa Kakhaberidze (em poligamia até 1252) 1250 um filho Esukan 1263 sem filhos | 1270 Tbilisi 54–55 anos                                       | Recebeu o resto da Geórgia. A dominaçao mongol leva o reino a uma crise política e económica. |
| Demétrio II o Devoto (დემეტრე II თავდადებული) |         | Rei dos Reis, Autocrata de todo o Leste e Oeste, Rei de Abecásia, Rei de Cártlia, Caquécia e Herétia, Rei dos Arménios                                         | 1259 1ºFilho de David VII e Gvantsa Kakhaberidze                         | 1270-1289                                                      | Teodora Megala Comnena de Trebizonda 1277 cinco filhos Solgara da Mongólia (em poligamia?) Antes de 1280 três filhos Natela Jaqeli (em poligamia?) 1280 um filho               | 12 de março de 1289 Movakani 29–30 anos                       | Criticado pela sua possível poligamia. Acaba executado pelo grão-cã. |
| Vactangue II (ვახტანგ II) |         | Rei dos Reis, Autocrata de todo o Leste e Oeste, Rei de Abecásia, Rei de Cártlia, Caquécia e Herétia, Rei dos Arménios                                         | Antes de 1254 1ºFilho de David VI e Tamara Amanelisdze                   | 1289-1292                                                      | Oljath Khan 1289 sem filhos | 1292 pelo menos 37-38 anos                                    | Ascendeu na Geórgia, com o consentimento dos Mongóis. Numerado II depois de Vactangue I da Ibéria. |
| Constantino I (კონსტანტინე I) |         | Rei dos Reis, Autocrata de todo o Leste e Oeste, Rei de Abecásia, Rei de Cártlia, Caquécia e Herétia, Rei dos Arménios                                         | Antes de 1254 2ºFilho de David VI e Tamara Amanelisdze                   | 1293-1327                                                      | Desconhecida Antes de 1327 sem filhos | 1327 pelo menos 72-73 anos                                    | Constantino, ao contrário do rei a oeste, manteve-se independente da hegemonia do Ilcanato. Contudo o seu reinado foi marcado por uma forte oposição do seu irmão Miguel. |
| David VIII (დავით VIII) |         | Rei dos Reis, Autocrata de todo o Leste e Oeste, Rei de Abecásia, Rei de Cártlia, Caquécia e Herétia, Rei dos Arménios                                         | 1273 1ºFilho de Demétrio II e Teodora Megala Comnena de Trebizonda       | 1292-1311 (desde 1299 com oposição de Jorge V e Vactangue III) | Oljath Khan 1291 sem filhos Desconhecida, da família Surameli 1302 um filho | 1311 37–38 anos                                               | Recusou submeter-se aos mongóis, e entre 1299 e 1308 os seus próprios irmãos ascenderam a reis em sua oposição, apoiados por aqueles. |
| Jorge V o Magnífico (გიორგი V ბრწყინვალე) (oponente) |         | Rei dos Reis, Autocrata de todo o Leste e Oeste, Rei de Abecásia, Rei de Cártlia, Caquécia e Herétia, Rei dos Arménios                                         | 1286 ou 1289 Filho de Demétrio II e Natela Jaqeli                        | 1299-1302                                                      | Desconhecida antes de 1346 um filho | 1346 56–57 ou 59-60 anos                                      | Oponente de seu irmão David VIII, apoiado pelos Mongóis. |
| Vactangue III (ვახტანგ III) (oponente) |         | Rei dos Reis, Autocrata de todo o Leste e Oeste, Rei de Abecásia, Rei de Cártlia, Caquécia e Herétia, Rei dos Arménios                                         | 1276 2ºFilho de Demétrio II e Teodora Megala Comnena de Trebizonda       | 1302-1308                                                      | Ripsime antes de 1308 dois filhos | 1308 31–32 anos                                               | Oponente de seu irmão David VIII, apoiado pelos Mongóis. |
| Jorge V o Magnífico (გიორგი V ბრწყინვალე) (regente) |         | Rei dos Reis, Autocrata de todo o Leste e Oeste, Rei de Abecásia, Rei de Cártlia, Caquécia e Herétia, Rei dos Arménios                                         | 1286 ou 1289 Filho de Demétrio II e Natela Jaqeli                        | 1311-1313                                                      | Desconhecida antes de 1346 um filho | 1346 56–57 ou 59-60 anos                                      | Regente em nome do sobrinho, Jorge VI. |
| Jorge VI o Menor (გიორგი VI მცირე ) |         | Rei dos Reis, Autocrata de todo o Leste e Oeste, Rei de Abecásia, Rei de Cártlia, Caquécia e Herétia, Rei dos Arménios                                         | c.1302 Filho de David VIII                                               | 1311-1313 (sob regência de Jorge V )                           | Não casou | 1313 10–11 anos                                               | Sob regência do tio, Jorge V. Faleceu ainda menor. |
| Jorge V o Magnífico (გიორგი V ბრწყინვალე) |         | Rei dos Reis, Autocrata de todo o Leste e Oeste, Rei de Abecásia, Rei de Cártlia, Caquécia e Herétia, Rei dos Arménios                                         | 1286 ou 1289 Filho de Demétrio II e Natela Jaqeli                        | 1313-1330                                                      | Desconhecida antes de 1346 um filho | 1346 56–57 ou 59-60 anos                                      | Ascendeu a rei após a morte do sobrinho. Reúne a Geórgia em 1330. |
| Miguel I (მიქელი I) |         | Rei dos Reis, Autocrata de todo o Leste e Oeste, Rei de Abecásia, Rei de Cártlia, Caquécia e Herétia, Rei dos Arménios                                         | Antes de 1254 3ºFilho de David VI e Tamara Amanelisdze                   | 1327-1329                                                      | Desconhecida Before 1329 um filho | 1329 pelo menos 74-75 anos                                    | Opôs-se ao seu irmão, Constantino I. Tentou subjugar os grandes magnatas que haviam ganho muito poder e autosuficiência no reinado do seu irmão. |
| Pancrácio I o Menor (ბაგრატ I მცირე) |         | Rei dos Reis, Autocrata de todo o Leste e Oeste, Rei de Abecásia, Rei de Cártlia, Caquécia e Herétia, Rei dos Arménios                                         | Antes de 1329 Filho de Miguel I                                          | 1329-1330                                                      | Desconhecida, filha de Qvarqare II Jaqeli 1358 três filhos | 1372 pelo menos 74-75 anos                                    | Ainda menor, foi deposto por Jorge o Magnífico. |
| Jorge V o Magnífico (გიორგი V ბრწყინვალე) |         | Rei dos Reis, Autocrata de todo o Leste e Oeste, Rei de Abecásia, Rei de Cártlia, Caquécia e Herétia, Rei dos Arménios                                         | 1286 ou 1289 Filho de Demétrio II e Natela Jaqeli                        | 1330-1346                                                      | Desconhecida antes de 1346 um filho | 1346 56–57 ou 59-60 anos                                      | Político flexível e visionário, recuperou a Geórgia da longa dominação mongol e restaurou a força militar e a cultura resplandecente do Reino. |
| David IX (დავით IX) |         | Rei dos Reis, Autocrata de todo o Leste e Oeste, Rei de Abecásia, Rei de Cártlia, Caquécia e Herétia, Rei dos Arménios                                         | Antes de 1346 Filho de Jorge V                                           | 1346-1360                                                      | Sinductar antes de 1360 dois filhos | 1360 pelo menos 13-14 anos                                    | A prosperidade do reino não durou, e entrou em nova decadência causada pela Peste Negra que devastou a população em 1348. |
| Pancrácio V o Grande (ბაგრატ V დიდი) |         | Rei dos Reis, Autocrata de todo o Leste e Oeste, Rei de Abecásia, Rei de Cártlia, Caquécia e Herétia                                                           | Antes de 1360 Filho de Jorge V                                           | 1360-1387 1392-1393                                            | Helena Megala Comnena de Trebizonda antes de 1366 dois filhos Ana Megala Comnena de Trebizonda junho de 1366 um filho                                                          | 1393 pelo menos 32-33 anos                                    | Um governante justo e popular, foi detido pela Horda Dourada. Acordou em converter-se ao Islão. Em 1392 volta a reunir a Geórgia |
| Pancrácio V o Grande (ბაგრატ V დიდი) |         | Rei dos Reis, Autocrata de todo o Leste e Oeste, Rei de Abecásia, Rei de Cártlia, Caquécia e Herétia                                                           | Antes de 1360 Filho de Jorge V                                           | 1387-1392                                                      | Helena Megala Comnena de Trebizonda antes de 1366 dois filhos Ana Megala Comnena de Trebizonda junho de 1366 um filho                                                          | 1393 pelo menos 32-33 anos                                    | Em 1387, governa apenas a parte Oeste da Geórgia. |
| Alexandre I (ალექსანდრე I) |         | Rei dos Reis, Autocrata de todo o Leste e Oeste, Rei de Abecásia, Rei de Cártlia, Caquécia e Herétia                                                           | Depois de 1358 1ºFilho de Pancrácio I                                    | 1387-1389                                                      | Ana Orbeliani Antes de 1389 dois filhos | 1389 não mais de 30-31 anos                                   | |
| Jorge I (გიორგი I) |         | Rei dos Reis, Autocrata de todo o Leste e Oeste, Rei de Abecásia, Rei de Cártlia, Caquécia e Herétia                                                           | Após 1358 Segundo filho de Pancrácio I                                   | 1389-1392                                                      | Não casou | 1392 não mais de 33-34 anos                                   | Em 1392 a Imerícia é reanexada à Geórgia. |
| Jorge VII (გიორგი VII) |         | Rei dos Reis, Autocrata de todo o Leste e Oeste, Rei de Abecásia, Rei de Cártlia, Caquécia e Herétia                                                           | Antes de 1366 Filho de Pancrácio V e Helena Megala Comnena de Trebizonda | 1393-1396                                                      | Não casou | 1407 pelo menos 40-41 anos                                    | Perde a Imerícia novamente em 1396. |
| Jorge VII (გიორგი VII) |         | Rei dos Reis, Autocrata de todo o Leste e Oeste, Rei de Abecásia, Rei de Cártlia, Caquécia e Herétia                                                           | Antes de 1366 Filho de Pancrácio V e Helena Megala Comnena de Trebizonda | 1396-1407                                                      | Não casou | 1407 pelo menos 40-41 anos                                    | |
| Constantino II (კონსტანტინე II) |         | Rei dos Reis, Autocrata de todo o Leste e Oeste, Rei de Abecásia, Rei de Cártlia, Caquécia e Herétia                                                           | Depois de 1358 2ºFilho de Pancrácio I                                    | 1396-1401                                                      | Não casou | 1401 não mais de 42-43 anos                                   | Em 1396, Constantino aproveitou a guerra contínua de Jorge VII com os Turcos-Mongóis para refundar a Imerícia. |
| Constantino I (კონსტანტინე I) |         | Rei dos Reis, Autocrata de todo o Leste e Oeste, Rei de Abecásia, Rei de Cártlia, Caquécia e Herétia                                                           | c.1366 Filho de Pancrácio V e Ana Megala Comnena de Trebizonda           | 1407-1412                                                      | Nácia Amirejibi c.1389 três filhos | 1412 45–46 anos                                               | |
| Demétrio I (დემეტრე I) |         | Rei dos Reis, Autocrata de todo o Leste e Oeste, Rei de Abecásia, Rei de Cártlia, Caquécia e Herétia                                                           | Antes de 1389 Filho de Alexandre I e Ana Orbeliani                       | 1401-1412                                                      | Desconhecida Antes de 1445 sem filhos | 1445 pelo menos 55-56 anos                                    | Desde 1412 aceita a suserania a Geórgia e governa como duque. |
| Alexandre I o Grande (ალექსანდრე I დიდი) |         | Rei dos Reis, Autocrata de todo o Leste e Oeste, Rei de Abecásia, Rei de Cártlia, Caquécia e Herétia                                                           | 1386 Filho de Constantino I e Nácia Amirejibi                            | 1412-1442                                                      | Dulanducta Orbeliani c.1411 três filhos Tamara de Imerícia c.1414 três filhos                                                                                                  | 27 de agosto de 1445 ou 7 de março de 1446 58–59-60 anos      | Ganha a Imerícia novamente em 1412. Apesar dos seus esforçaos para restaurar o Reino das ruínas deixadas pelas invasões Turco-Mongóis, a Geórgia nunca recuperou realmente e enfrentou a inevitável fragmentação política a que se seguiu um longo período de estagnação. Foi o último governante de uma Geórgia unificada sem intervenção externa. Abdicou. |
| Vactangue IV (ვახტანგ IV) |         | Rei dos Reis, Autocrata de todo o Leste e Oeste, Rei de Abecásia, Rei de Cártlia, Caquécia e Herétia                                                           | 1413 Filho de Alexandre I e Dulanducta Orbeliani                         | 1442-1446                                                      | Sitikhatun Panaskerteli-Tsitsishvili c.1442 sem filhos | dezembro de 1446 aged 32–33                                   | |
| Jorge VIII (გიორგი VIII) |         | Rei dos Reis, Autocrata de todo o Leste e Oeste, Rei de Abecásia, Rei de Cártlia, Caquécia e Herétia                                                           | 1417 Filho de Alexandre I e Tamara de Imerícia                           | 1446-1465                                                      | Tamara 1445 cinco filhos? Nestan-Darejan 1456 cinco filhos? | 1476 58–59 anos                                               | Último rei da Geórgia unificada. A fragmentação dá-se em 1465. Jorge passa a governar a Caquécia. |

## A Fragmentação (1465-1490)
Este período de fragmentação mostra os monarcas que, apesar de governarem reinos separados, continuaram a designar-se Rei da Geórgia.

### Dinastia Bagrationi
| Nome | Retrato | Título (s)                       | Nascimento                                                | Reinado   | Casamento (s)                                                        | Morte                                    | Notas                                                                                          |
| --- | ------- | -------------------------------- | --------------------------------------------------------- | --------- | -------------------------------------------------------------------- | ---------------------------------------- | ---------------------------------------------------------------------------------------------- |
| Em 1465, a Geórgia partiu-se novamente e de uma forma mais duradoura. Formaram-se três reinos, governados por três cabeças régias diferentes. A Imerícia e a Caquécia separaram-se da Geórgia, que passa a designar-se Cártlia. Regressa-se à fragmentação do período anterior a Pancrácio III. Reino Independente da Imerícia Cártlia (Reino da Geórgia partido) Caquécia (Nota: Cártlia manterá a numeração dos anteriores reis georgianos, já que se constitui dos restos do anterior reino Georgiano.). |         |                                  |                                                           |           |                                                                      |                                          |                                                                                                |
| Jorge I (გიორგი I) |         | Rei da Caquécia e Herétia        | 1417 Filho de Alexandre I da Geórgia e Tamara de Imerícia | 1465-1476 | Tamara 1445 cinco filhos? Nestan-Darejan 1456 cinco filhos?          | 1476 58–59 anos                          |                                                                                                |
| Pancrácio VI (ბაგრატ VI) |         | Rei de Abecásia, Rei de Cártlia  | 1439 Filho de Constantino, príncipe da Geórgia e Gulcana  | 1466-1478 | Helena dois filhos                                                   | 1478 38-39 anos                          | Neto de Constantino I da Geórgia.                                                              |
| Pancrácio VI (ბაგრატ VI) |         | Rei de Abecásia, Rei de Cártlia  | 1439 Filho de Constantino, príncipe da Geórgia e Gulcana  | 1466-1478 | Helena dois filhos                                                   | 1478 38-39 anos                          | Neto de Constantino I da Geórgia.                                                              |
| Alexandre I (ალექსანდრე I) |         | Rei da Caquécia e Herétia        | c.1445 Filho de Jorge I                                   | 1476-1490 | Tamara 1445 cinco filhos? Nestan-Darejan 1456 cinco filhos?          | 27 de abril de 1511 64-65 anos           | Manteve uma política de flexibilidade e adaptação. Acabou assassinado pelo próprio filho.      |
| Alexandre II (ალექსანდრე II) |         | Rei de Abecásia, Rei de Cártlia  | Antes de 1478 Filho de Pancrácio VI e Helena              | 1478      | Tamara 1483 sete filhos                                              | 1 de abril de 1510 pelo menos 31-32 anos | Sucede ao pai, mas nesse ano é expulso por Constantino II. Alexandre fica restrito à Imerícia. |
| Alexandre II (ალექსანდრე II) |         | Rei de Abecásia, Rei de Imerícia | Antes de 1478 Filho de Pancrácio VI e Helena              | 1478-1490 | Ana Cholokashvili dois filhos? (pelo menos um) Tinatina dois filhos? | 1 de abril de 1510 pelo menos 31-32 anos | Governa a Imerícia independente.                                                               |
| Constantino II (ალექსანდრე II) |         | Rei de Abecásia, Rei de Cártlia  | 1447 Filho de Demétrio, príncipe da Geórgia e Gulcana     | 1478-1490 | Tamara 1473 onze filhos                                              | 1505 57-58 anos                          | Neto de Alexandre I da Geórgia. Governa a Cártlia independente.                                |

## Reis independentes da Cártlia, Caquécia e Imerícia (1490-1762)
Em 1490, após décadas de várias lutas dinásticas, um conselho nacional concordou na divisão do Reino da Geórgia em três reinos. Os Reis da Geórgia retiveram a mior parte do reino fragmentado, que se passou a designar oficialmente Cártlia. A Caquécia e a Imerícia emergiram do reino fragmentdo como dois reinos independentes.
| Imerícia                                                                          | Imerícia | Cártlia                                                                                                | Cártlia                                                                                 | Caquécia                                                                                           | Caquécia |
| Picture                                                                           | Name | Picture                                                                                                | Name                                                                                    | Picture                                                                                            | Name |
|                                                                                   | Alexandre II 1490–1510 | | Constantino II 1490–1505                                                                | | Alexandre I 1490–1511                                                                                               |
|                                                                                   | Alexandre II 1490–1510 | David X 1505–1525 Filho de Constantino II                                                              |                                                                                         | | Alexandre I 1490–1511                                                                                               |
|                                                                                   | Pancrácio III 1510–1565 Filho de Alexandre II                                                                                          | | Jorge II o Mau 1511–1513 Filho de Alexandre I                                           | | |
| Anexação pelo Reino de Cártlia (1513-1520)                                        | Pancrácio III 1510–1565 Filho de Alexandre II                                                                                          | |                                                                                         | | |
|                                                                                   | Pancrácio III 1510–1565 Filho de Alexandre II                                                                                          | Leão I 1520–1574 Filho de Jorge II                                                                     |                                                                                         | | |
|                                                                                   | Pancrácio III 1510–1565 Filho de Alexandre II                                                                                          | Jorge IX 1525–1527 (ou 1534) Filho de Constantino II                                                   |                                                                                         | | |
|                                                                                   | Pancrácio III 1510–1565 Filho de Alexandre II                                                                                          | Luarsab I 1527–1556 (ou 1534–1558) Filho de David X, sobrinho de Jorge IX                              |                                                                                         | | |
|                                                                                   | Pancrácio III 1510–1565 Filho de Alexandre II                                                                                          | Simão I 1556 (ou 1558)–1569 Filho de David X, sobrinho de Jorge IX 1º reinado                          |                                                                                         | | |
|                                                                                   | Jorge II 1565–1585 Filho de Pancrácio III                                                                                              | |                                                                                         | | |
|                                                                                   | David XI (Daud Khan) 1569–1578 Filho de David X                                                                                        | |                                                                                         | | |
|                                                                                   | Alexandre II 1574–1601 Filho de Leão I 1º reinado                                                                                      | |                                                                                         | | |
|                                                                                   | Simão I 1578-1599 Filho de David X, sobrinho de Jorge IX 2º reinado                                                                    | |                                                                                         | | |
|                                                                                   | Leão I 1585–1588 Filho de Jorge II | |                                                                                         | | |
|                                                                                   | Rostom 1588–1589 Neto de Pancrácio III, primo de Leão 1º reinado                                                                       | |                                                                                         | | |
|                                                                                   | Pancrácio IV 1589–1590 Bisneto de Alexandre II                                                                                         | |                                                                                         | | |
|                                                                                   | Rostom 1590-1605 Neto de Pancrácio III, primo de Leão 2º reinado                                                                       | |                                                                                         | | |
|                                                                                   | Jorge X 1599–1606 Filho de Simão I | |                                                                                         | | |
|                                                                                   | David I 1601–1602 Filho de Alexandre II                                                                                                | |                                                                                         | | |
|                                                                                   | Alexandre II 1602-1605 Filho de Leão I 2º reinado                                                                                      | |                                                                                         | | |
|                                                                                   | Constantino I (Kostadin Khan) 1605 Filho de Alexandre II                                                                               | |                                                                                         | | |
|                                                                                   | Jorge III 1605–1639 Irmão de Rostom | | Luarsab II o Santo Mártir 1606–1615 Filho de Simão I                                    | | Teimuraz I (Tahmuras Khan) 1605–1616 1625-1633 1634-1648 Filho de Alexandre II Deposto pelos Persas em 1616 e 1633. |
|                                                                                   | Jorge III 1605–1639 Irmão de Rostom | Pancrácio VII (Pancrácio Cã) 1615–1619 Filho de David XI                                               |                                                                                         | | Teimuraz I (Tahmuras Khan) 1605–1616 1625-1633 1634-1648 Filho de Alexandre II Deposto pelos Persas em 1616 e 1633. |
|                                                                                   | Jorge III 1605–1639 Irmão de Rostom | Simão II (Simão Cã) 1619–1630 Filho de Pancrácio VII.                                                  |                                                                                         | | Teimuraz I (Tahmuras Khan) 1605–1616 1625-1633 1634-1648 Filho de Alexandre II Deposto pelos Persas em 1616 e 1633. |
| Anexação pelo Reino da Caquécia (1630-1634)                                       | Jorge III 1605–1639 Irmão de Rostom | |                                                                                         | | Teimuraz I (Tahmuras Khan) 1605–1616 1625-1633 1634-1648 Filho de Alexandre II Deposto pelos Persas em 1616 e 1633. |
|                                                                                   | Jorge III 1605–1639 Irmão de Rostom | Rostom (Rustam Khan) 1633–1658 Filho de David XI                                                       |                                                                                         | | Teimuraz I (Tahmuras Khan) 1605–1616 1625-1633 1634-1648 Filho de Alexandre II Deposto pelos Persas em 1616 e 1633. |
|                                                                                   | Alexandre III 1639–1660 Filho de Jorge III                                                                                             | Anexação pelo Império Persa (1616-1625, 1633-1634)                                                     | Anexação pelo Império Persa (1616-1625, 1633-1634)                                      | | |
| Anexação pelo Reino de Cártlia (1648-1656)                                        | Alexandre III 1639–1660 Filho de Jorge III                                                                                             | |                                                                                         | | |
|                                                                                   | Pancrácio V março-setembro de 1660 Filho de Alexandre III 1ºreinado                                                                    | | Vactangue V (Xá-Nauaz Cã) 1658–1675 Filho adotivo de Rostom, nascido Bagration-Mukhrani | Anexação pelo Império Persa (1656-1664)                                                            | Anexação pelo Império Persa (1656-1664)                                                                             |
|                                                                                   | Vactangue I (Tchutchunashvili) 1660–1661 Amante da Rainha Viúva Darejânia de Caquécia 1º reinado                                       | | Vactangue V (Xá-Nauaz Cã) 1658–1675 Filho adotivo de Rostom, nascido Bagration-Mukhrani | Anexação pelo Império Persa (1656-1664)                                                            | Anexação pelo Império Persa (1656-1664)                                                                             |
|                                                                                   | Arquilo 1661-1663 Filho de Vactangue V de Cártlia 1ºreinado                                                                            | | Vactangue V (Xá-Nauaz Cã) 1658–1675 Filho adotivo de Rostom, nascido Bagration-Mukhrani | Anexação pelo Império Persa (1656-1664)                                                            | Anexação pelo Império Persa (1656-1664)                                                                             |
|                                                                                   | Demétrio II (Gurieli) 1663–1664 Duque de Gúria                                                                                         | | Vactangue V (Xá-Nauaz Cã) 1658–1675 Filho adotivo de Rostom, nascido Bagration-Mukhrani | Anexação pelo Império Persa (1656-1664)                                                            | Anexação pelo Império Persa (1656-1664)                                                                             |
|                                                                                   | Pancrácio V 1664-1668 Filho de Alexandre III 2ºreinado                                                                                 | | Vactangue V (Xá-Nauaz Cã) 1658–1675 Filho adotivo de Rostom, nascido Bagration-Mukhrani | Arquilo 1664-1675 Filho de Vactangue V de Cártlia                                                  | |
|                                                                                   | Vactangue I (Tchutchunashvili) 1668 Amante da Rainha Viúva Darejânia de Caquécia 2º reinado                                            | | Vactangue V (Xá-Nauaz Cã) 1658–1675 Filho adotivo de Rostom, nascido Bagration-Mukhrani | Arquilo 1664-1675 Filho de Vactangue V de Cártlia                                                  | |
|                                                                                   | Pancrácio V 1668-1678 Filho de Alexandre III 3ºreinado                                                                                 | | Vactangue V (Xá-Nauaz Cã) 1658–1675 Filho adotivo de Rostom, nascido Bagration-Mukhrani | Arquilo 1664-1675 Filho de Vactangue V de Cártlia                                                  | |
|                                                                                   | Arquilo 1678–1679 Filho de Vactangue V de Cártlia 2ºreinado                                                                            | | Jorge XI (Shah-Nawaz Khan II, Gurgin Khan) 1675–1688 Filho de Vactangue V 1º reinado    | | Heráclio I (Erekle I, Nazar Alī Khān) 1675-1676 Neto de Teimuraz I 1º reinado                                       |
|                                                                                   | Pancrácio V 1679–1681 Filho de Alexandre III 4ºreinado                                                                                 | Anexação pelo Império Persa (1676-1703)                                                                | Anexação pelo Império Persa (1676-1703)                                                 | | |
|                                                                                   | Jorge IV (Gurieli) 1681–1683 Príncipe de Gúria                                                                                         | Anexação pelo Império Persa (1676-1703)                                                                | Anexação pelo Império Persa (1676-1703)                                                 | | |
|                                                                                   | Alexandre IV 1683-1690 Filho de Pancrácio V 1ºreinado                                                                                  | Anexação pelo Império Persa (1676-1703)                                                                | Anexação pelo Império Persa (1676-1703)                                                 | | |
|                                                                                   | Heráclio I (Erekle I, Nazar Alī Khān) 1688–1703 Neto de Teimuraz I da Caquécia                                                         | Anexação pelo Império Persa (1676-1703)                                                                | Anexação pelo Império Persa (1676-1703)                                                 | | |
|                                                                                   | Arquilo 1690-1691 Filho de Vactangue V de Cártlia 3ºreinado                                                                            | Anexação pelo Império Persa (1676-1703)                                                                | Anexação pelo Império Persa (1676-1703)                                                 | | |
|                                                                                   | Alexandre IV 1691–1695 Filho de Pancrácio V 2ºreinado                                                                                  | Anexação pelo Império Persa (1676-1703)                                                                | Anexação pelo Império Persa (1676-1703)                                                 | | |
|                                                                                   | Arquilo 1695-1696 Filho de Vactangue V de Cártlia 4ºreinado                                                                            | Anexação pelo Império Persa (1676-1703)                                                                | Anexação pelo Império Persa (1676-1703)                                                 | | |
|                                                                                   | Jorge V 1696–1698 Sentado no trono pelo magnate Jorge Abashidze                                                                        | Anexação pelo Império Persa (1676-1703)                                                                | Anexação pelo Império Persa (1676-1703)                                                 | | |
|                                                                                   | Arquilo 1698–1699 Filho de Vactangue V de Cártlia 5ºreinado                                                                            | Anexação pelo Império Persa (1676-1703)                                                                | Anexação pelo Império Persa (1676-1703)                                                 | | |
|                                                                                   | Simão 1699–1701 Bastardo de Alexandre IV                                                                                               | Anexação pelo Império Persa (1676-1703)                                                                | Anexação pelo Império Persa (1676-1703)                                                 | | |
|                                                                                   | Mamia o Grande (Gurieli) 1701-1702 Príncipe de Gúria, filho de Jorge IV (III Gurieli) 1º reinado                                       | Anexação pelo Império Persa (1676-1703)                                                                | Anexação pelo Império Persa (1676-1703)                                                 | | |
|                                                                                   | Jorge VI (Abashidze) 1702–1707 | | Jorge XI (Shah-Nawaz Khan II, Gurgin Khan) 1703-1709 Filho de Vactangue V 2º reinado    | | Heráclio I (Erekle I, Nazar Alī Khān) 1703-1709 Neto de Teimuraz I 2º reinado                                       |
|                                                                                   | Jorge VII 1712-1713 Bastardo de Alexandre IV 2ºreinado                                                                                 | | Jorge XI (Shah-Nawaz Khan II, Gurgin Khan) 1703-1709 Filho de Vactangue V 2º reinado    | | Heráclio I (Erekle I, Nazar Alī Khān) 1703-1709 Neto de Teimuraz I 2º reinado                                       |
|                                                                                   | Caicosroes 1709–1711 Neto de Vactangue V, sobrinho de Jorge XI                                                                         | | David II (Imām Qulī Khān) 1709–1720 Filho de Heráclio I                                 | | |
|                                                                                   | Mamia o Grande (Gurieli) 1711–1712 Príncipe de Gúria, filho de Jorge IV (III Gurieli) 2º reinado                                       | | David II (Imām Qulī Khān) 1709–1720 Filho de Heráclio I                                 | Príncipe Vactangue (regente) 1703-1714 Neto de Vactangue V, irmão de Caicosroes e Jesse            | |
|                                                                                   | Jorge VII 1712-1713 Bastardo de Alexandre IV 2ºreinado                                                                                 | | David II (Imām Qulī Khān) 1709–1720 Filho de Heráclio I                                 | Príncipe Vactangue (regente) 1703-1714 Neto de Vactangue V, irmão de Caicosroes e Jesse            | |
|                                                                                   | Mamia o Grande (Gurieli) 1713-1714 Príncipe de Gúria, filho de Jorge IV (III Gurieli) 3º reinado                                       | | David II (Imām Qulī Khān) 1709–1720 Filho de Heráclio I                                 | Príncipe Vactangue (regente) 1703-1714 Neto de Vactangue V, irmão de Caicosroes e Jesse            | |
|                                                                                   | Jorge VII 1714–1716 1719-1720 Bastardo de Alexandre IV 3ºreinado Exilado entre 1716 e 1719, o reino é governado pela família Abashidze | | David II (Imām Qulī Khān) 1709–1720 Filho de Heráclio I                                 | Jesse (Ali-Quli Khan, Mustafa Pasha) 1714-1716 Neto de Vactangue V, irmão de Caicosroes 1º reinado | |
|                                                                                   | Jorge VII 1714–1716 1719-1720 Bastardo de Alexandre IV 3ºreinado Exilado entre 1716 e 1719, o reino é governado pela família Abashidze | Vactangue VI o Legislador (Ḥosaynqolī Khan) 1716–1724 Neto de Vactangue V, irmão de Caicosroes e Jesse | David II (Imām Qulī Khān) 1709–1720 Filho de Heráclio I                                 | | |
|                                                                                   | Jorge VIII (Gurieli) 1720 Príncipe de Gúria, filho de Mamia                                                                            | | David II (Imām Qulī Khān) 1709–1720 Filho de Heráclio I                                 | | |
|                                                                                   | Alexandre V 1742–1752 Filho de Jorge VII 1º reinado                                                                                    | | David II (Imām Qulī Khān) 1709–1720 Filho de Heráclio I                                 | | |
|                                                                                   | Constantino II (Mahmād Qulī Khān) 1722–1732 Filho de Heráclio I                                                                        | |                                                                                         | | |
|                                                                                   | Jesse (Ali-Quli Khan, Mustafa Pasha) 1724–1727 Neto de Vactangue V, irmão de Caicosroes 2º reinado                                     | |                                                                                         | | |
| Anexação pelo Império Otomano (1727–1735) Anexação pelo Império Persa (1735–1744) | | |                                                                                         | | |
|                                                                                   | Teimuraz II 1732-1744 Filho de Constantino II                                                                                          | |                                                                                         | | |
|                                                                                   | Jorge IX 1741–1742 Filho de Jorge VII                                                                                                  | |                                                                                         | | |
|                                                                                   | Alexandre V 1742–1752 Filho de Jorge VII 2º reinado                                                                                    | |                                                                                         | | |
|                                                                                   | Teimuraz II 1744–1762 Filho de Constantino II de Caquécia                                                                              | | Heráclio II (Erekle II) 1744–1762 Filho de Teimuraz II                                  | | |
|                                                                                   | Teimuraz II 1744–1762 Filho de Constantino II de Caquécia                                                                              | Salomão I 1752–1762 Filho de Alexandre V                                                               | Heráclio II (Erekle II) 1744–1762 Filho de Teimuraz II                                  | | |

## Reis daCártlia-Caquéciae Imerícia (1762–1810)
O processo de união da Cártlia e Caquécia foi iniciado em 1744, quando Teimuraz II da Caquécia foi apontado rei da Cártlia, e abdicou da Caquécia para o seu filho Heráclio. Terminou em 1762, com a morte de Teimuraz II e a união das duas coroas sob Heráclio II. Contudo o Império Russo barra o caminho à evolução deste reino, já que o mesmo se torna um Protetorado russo em 1783, pelo Tratado de Georgievsk, sendo anexado em 1801 após a morte de Jorge XII. A Imerícia manteve a independência até 1810, sendo também anexada à Rússia. 
| Imerícia | Imerícia                                                              | Cártlia-Caquécia | Cártlia-Caquécia                                       |
| Picture | Name                                                                  | Picture          | Name                                                   |
| | Salomão I 1762-1782 Filho de Alexandre V 1º reinado                   |                  | Heráclio II (Erekle II) 1762-1798 Filho de Teimuraz II |
| | Teimuraz 1766–1768 Neto de Jorge VII, primo de Salomão I              |                  | Heráclio II (Erekle II) 1762-1798 Filho de Teimuraz II |
| | Salomão I 1768-1784 Filho de Alexandre V 2º reinado                   |                  | Heráclio II (Erekle II) 1762-1798 Filho de Teimuraz II |
| | David II 1784–1789 Filho de Jorge IX 1º reinado                       |                  | Heráclio II (Erekle II) 1762-1798 Filho de Teimuraz II |
| | Salomão II (David-Salomão) 1789-1790 Sobrinho de Salomão I 2º reinado |                  | Heráclio II (Erekle II) 1762-1798 Filho de Teimuraz II |
| | David II 1790-1792 Filho de Jorge IX 2º reinado                       |                  | Heráclio II (Erekle II) 1762-1798 Filho de Teimuraz II |
| | Salomão II (David-Salomão) 1792–1810 Sobrinho de Salomão I 2º reinado |                  | Heráclio II (Erekle II) 1762-1798 Filho de Teimuraz II |
| | Jorge XII 1798–1800 Filho de Heráclio II                              |                  |                                                        |
| Após a morte de Jorge XII, o Império Russo integrou a Cártlia-Caquécia e aboliu a monarquia. A Imerícia seguiria o mesmo caminho em 1810, com a deposição de Salomão II. |                                                                       |                  |                                                        |

Vários membros da Dinastia foram forçados a fugir do país e viver exilados, após o Exército Vermelho ter tomado o controlo da efémera República Democrática da Geórgia, em 1921, e instalou o Partido Comunista Georgiano. Desde que a Geórgia voltou a ganhar a independência em 1990, a dinastia exilada voltou a tornar-se popular, e em 2008 os dois ramos rivais uniram-se em matrimónio.